# Gospodar reke
Gospodar reke je epizoda Zagora objavljena u svesci LMS-120. u izdanju Dnevnika iz Novog Sada. Na kioscima u bivšoj Jugoslaviji se pojavila 18. oktobra 1974. Koštala je 5 din (0,29 $; 0,71 DEM). Ovo je 2. deo duže epizode koja je počela u svesci Piratskis brod (#119).

## Originalna epizoda
Ova epizoda objavljena je premijerno u dve sveske pod nazivom Magic-Bat u #66. regularne edicije Zagora u izdanju Bonelija u Italiji 1.12.1970. Epizodu je nacrtao Franko Donateli, a scenario napisao Gvido Nolita. Naslovnu stranu je nacrtao G. Feri. 

## Prethodna i naredna epizoda Zagora u LMS
Prethodna sveska Zagora u LMS nosila je naslov Piratski brod (#119), a naredna Car orlova (#123). U ovom periodu Zagor je sporadično izlazio u LMS. Posle ove sveske, pojavilo se još tri sveske, zaključno sa #127 pod nazivom Plava zvezda (izašla 13.12.1974). Posle čega se 1975. godine Zagor regularno preselio u Zlatnu seriju počev sa brojem 247 pod nazivom Gvozdena pesnica. (Pre toga, Zagor je takođe sporadično izlazio u Zlatnoj seriji, pa se preselio u LMS.)